# Kopidodon

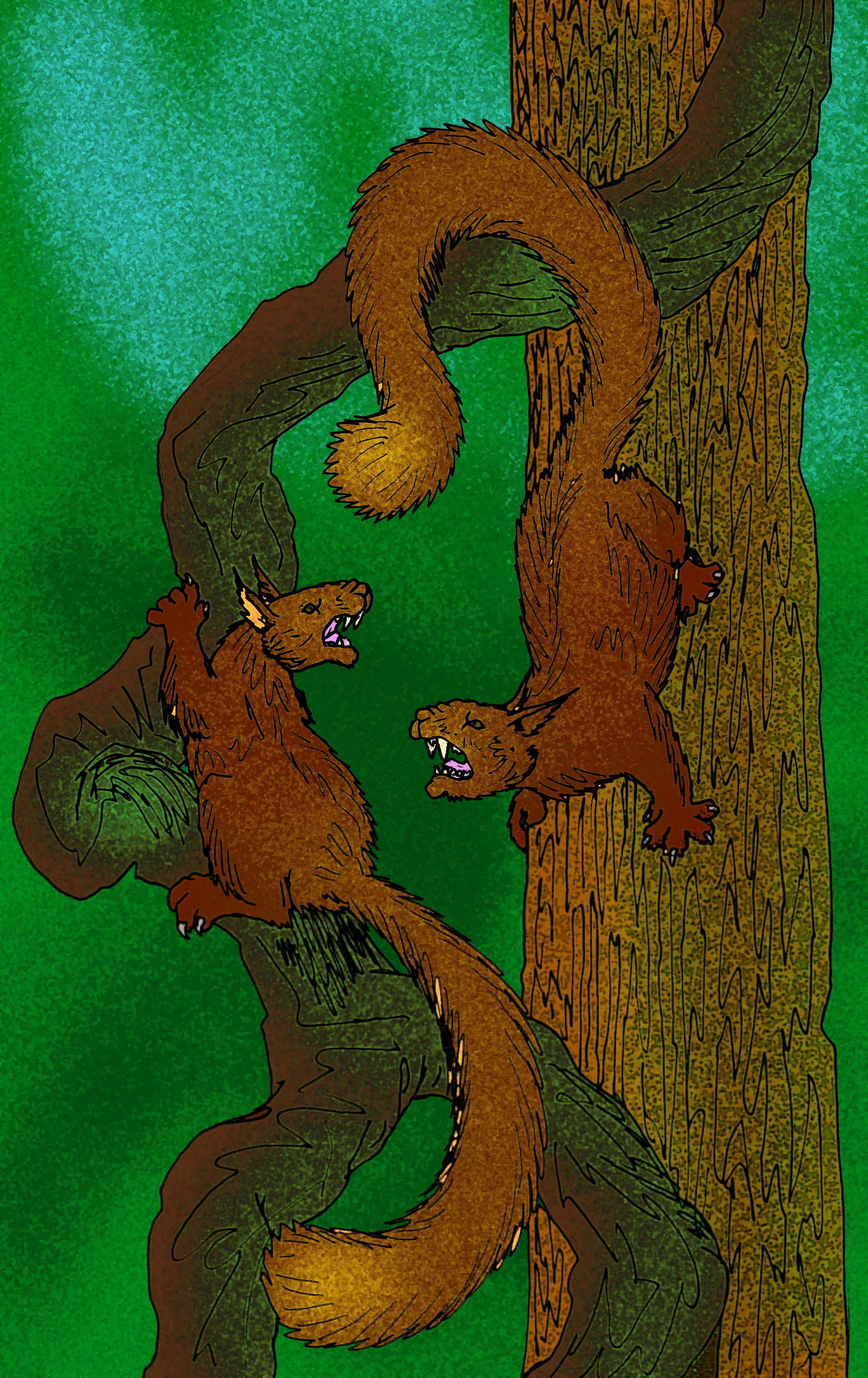
Реконструкція художника

Kopidodon — рід вимерлих вивіркоподібних ссавців ряду Cimolesta. Копідодон був одним із найбільших ссавців, що живуть на деревах, відомих в еоценовій Європі: його довжина становила 115 сантиметрів (більшу частину цієї довжини становить хвіст). Цей ссавець мав великі ікла, ймовірно, для захисту, оскільки його корінні зуби були пристосовані для жування рослин, а не м'яса. Його ноги та кігті дозволяли копідодону з великою легкістю дертися по деревах, подібно до сучасних вивірок. Його скам'янілості були знайдені в ямі Мессель, зберігши навіть хутро. Копідодон мав товстий пухнастий хвіст для рівноваги